# Корчагин, Лев Павлович
Лев Павлович Корчагин (1922—2004) — полковник Советской Армии, участник Великой Отечественной войны, Герой Советского Союза (1945).

## Биография
Лев Корчагин родился 20 сентября 1922 года в Костроме. Окончил два курса Костромского индустриального техникума и аэроклуб. В августе 1940 года Корчагин был призван на службу в Рабоче-крестьянскую Красную армию. В 1941 году он окончил Балашовскую военную авиационную школу пилотов. С июля 1942 года — на фронтах Великой Отечественной войны. Принимал участие в боях на Западном, Брянском, Ленинградском и 3-м Белорусском фронтах.
К осени 1944 года капитан Лев Корчагин командовал эскадрильей 566-го штурмового авиаполка 277-й штурмовой авиадивизии 1-й воздушной армии 3-го Белорусского фронта. К тому времени он совершил 111 боевых вылетов на штурмовку скоплений боевой техники и живой силы противника, нанеся тому большие потери.
Указом Президиума Верховного Совета СССР от 19 апреля 1945 года за «мужество и героизм, проявленные в воздушных боях с немецкими захватчиками» капитан Лев Корчагин был удостоен высокого звания Героя Советского Союза с вручением ордена Ленина и медали «Золотая Звезда» за номером 6125.
После окончания войны Корчагин продолжил службу в Советской Армии. В январе 1978 года в звании полковника он был уволен в запас. Проживал в городе Одинцово Московской области.
Скончался 1 августа 2004 года, похоронен на Лайковском кладбище Одинцово.

## Семья
Жена — Нина Александровна.
Сын — Виктор Корчагин, дочь — Елена Корчагина, сын — Михаил Корчагин, 4 внука и одна внучка, 5 правнучек.

## Награды
Был также награждён двумя орденами Красного Знамени, орденом Александра Невского, двумя орденами Отечественной войны 1-й степени, орденами Отечественной войны 2-й степени, Трудового Красного Знамени, Красной Звезды, «За службу Родине в Вооружённых Силах СССР» 3-й степени, рядом медалей.